# Malthonica podoprygorai
Malthonica podoprygorai là một loài nhện trong họ Agelenidae.
Loài này thuộc chi Malthonica. Malthonica podoprygorai được miêu tả năm 2006 bởi Kovblyuk.